# .il
.il è il dominio di primo livello nazionale assegnato a Israele.
Nel maggio 2020 è stata approvata l'assegnazione del nome di dominio internazionalizzato .ישראל.
Entrambi i domini sono gestiti dalla Israel Internet Association (ISOC-IL). A febbraio 2023 sono stati registrati oltre 280 000 domini .il e oltre 20 000 domini .ישראל.

## Domini di secondo livello
Sono disponibili i seguenti domini di secondo livello:
- .co.il
- .org.il
- .net.il
- .ac.il
- .gov.il
- .idf.il
- .k12.il
- .muni.il
- .אקדמיה.ישראל
- .ממשל.ישראל
- .צהל.ישראל
- .ישוב.ישראל